# Brzezie (gromada w powiecie człuchowskim)
Brzezie – dawna gromada, czyli najmniejsza jednostka podziału terytorialnego Polskiej Rzeczypospolitej Ludowej w latach 1954–1972.
Gromady, z gromadzkimi radami narodowymi (GRN) jako organami władzy najniższego stopnia na wsi, funkcjonowały od reformy reorganizującej administrację wiejską przeprowadzonej jesienią 1954 do momentu ich zniesienia z dniem 1 stycznia 1973, tym samym wypierając organizację gminną w latach 1954–1972.
Gromadę Brzezie z siedzibą GRN w Brzeziu utworzono – jako jedną z 8759 gromad na obszarze Polski – w powiecie człuchowskim w woj. koszalińskim na mocy uchwały nr 43/54 WRN w Koszalinie z dnia 5 października 1954. W skład jednostki weszły obszary dotychczasowych gromad Brzezie, Trzmielewo i Pieniężnica ze zniesionej gminy Brzezie w tymże powiecie. Dla gromady ustalono 12 członków gromadzkiej rady narodowej.
31 grudnia 1971 gromadę Brzezie zniesiono, a jej obszar włączono do gromady Rzeczenica w tymże powiecie.